# المنوبة (بعدان)

تعديل مصدري - تعديل

المنوبة محلة تابعة لقرية دار الحرف، التابعة لعزلة المنار بمديرية بعدان إحدى مديريات محافظة إب في الجمهورية اليمنية، بلغ تعداد سكانها 91 حسب تعداد اليمن لعام 2004.